# Burg Schlosseck
Burg Schlosseck, auch Schloßeck geschrieben, ist eine stauferzeitliche Burgruine, die an Stelle einer ins 9./10. Jahrhundert zu datierende Anlage erbaut wurde. Sie liegt bei Hardenburg, einem Stadtteil von Bad Dürkheim in Rheinland-Pfalz, über dem Isenachtal auf einem Vorsprung des Rahnfelses auf einer Höhe von 303 m ü. NHN.

## Geschichte

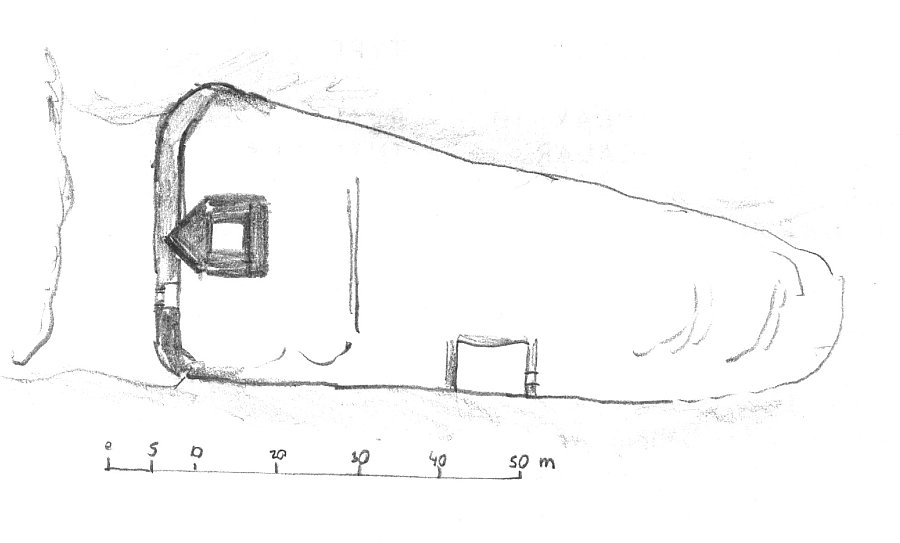
Grundriss-Skizze

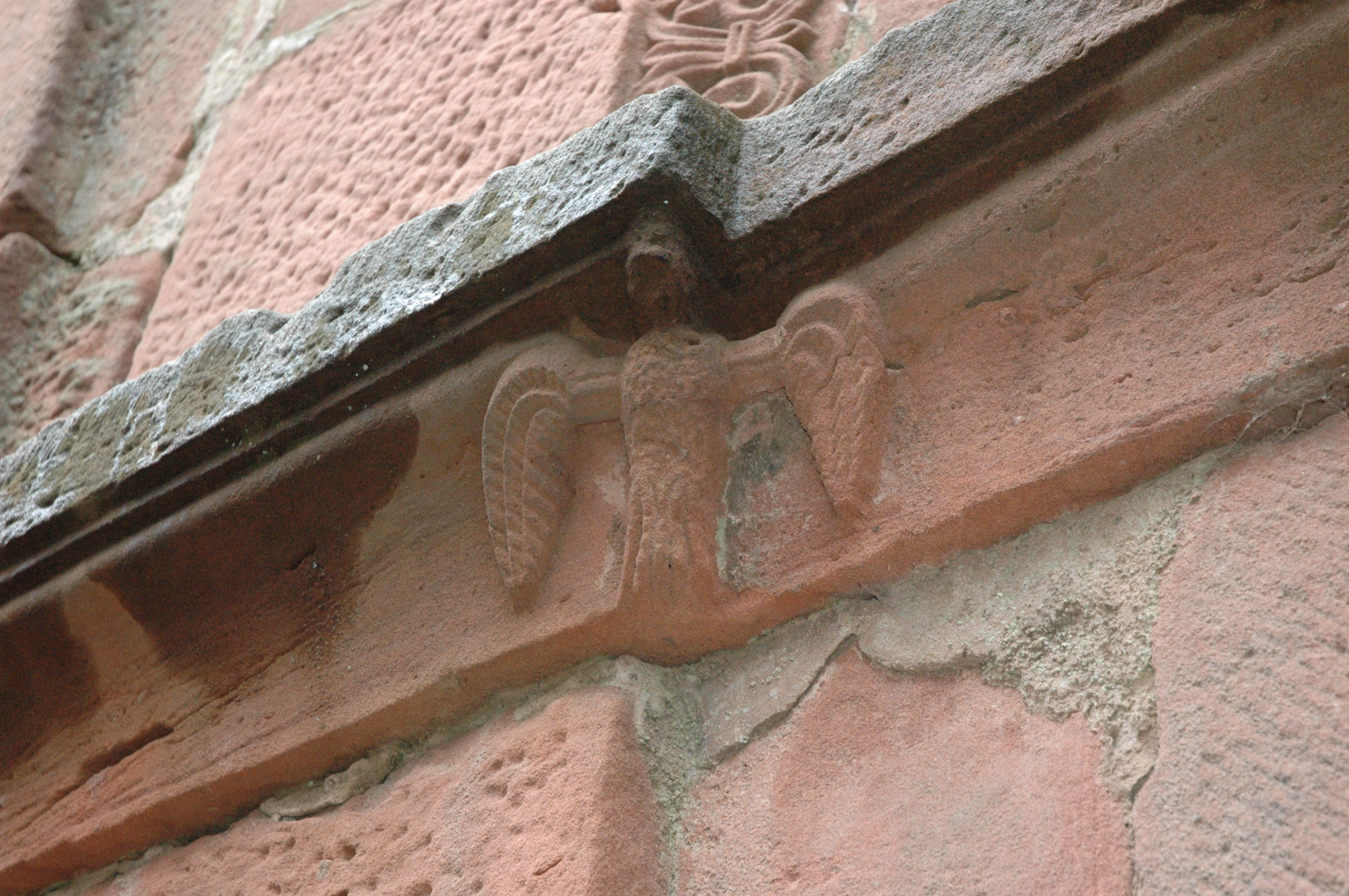
Adler am Tor

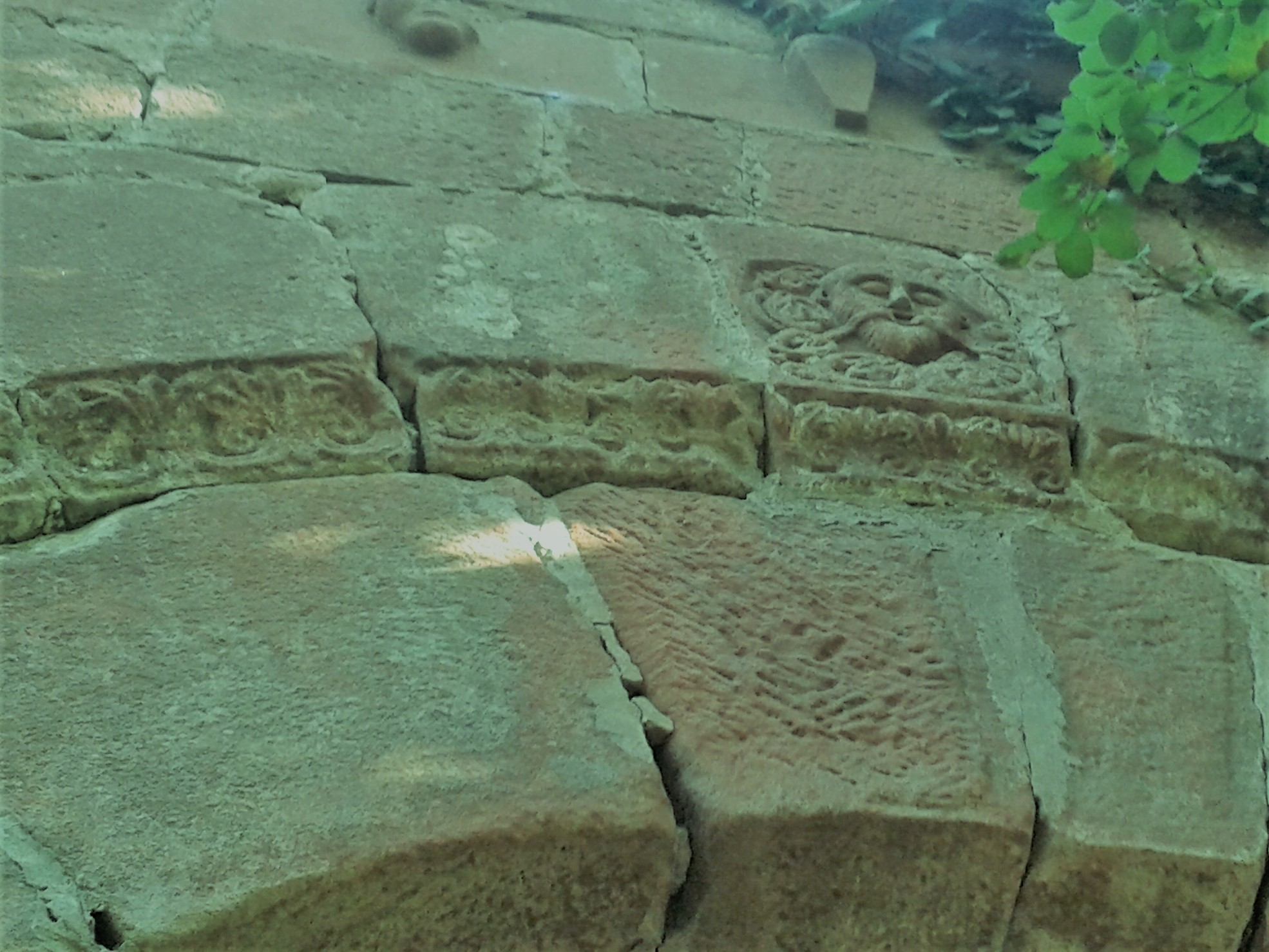
Blattmaske mit aus dem Mund rankenden Verzweigungen.

Über die Burg fehlen jegliche urkundlichen Belege und ihr ursprünglicher Name ist unbekannt. Der Name Schlosseck ist eine nachmittelalterliche volksmündliche Überlieferung. Die ältesten Baureste datieren ins 9. oder 10. Jahrhundert und gehen auf eine frühmittelalterliche Fliehburg zurück, die zum Schutz gegen die Normanneneinfälle errichtet wurde (vgl. die ähnlichen Anlagen Heidenlöcher, Heidenschuh, Heidenburg, Waldschlössel). 
Im frühen 13. Jahrhundert wurde ein hochmittelalterlicher Neubau errichtet. Angesichts der territorialen Verhältnisse zu diesem Zeitpunkt dürfen die Grafen von Leiningen als Bauherren angenommen werden. Archäologische Ausgrabungen ergaben, dass sie wohl noch im selben Jahrhundert einem Brand zum Opfer fiel, aber im 14. Jahrhundert noch bewohnt war. 
Christian Mehlis führte 1879 erste Grabungen auf dem Gelände durch. Das Burgportal wurde von 1883 bis 1884 aus Fundstücken wieder neu errichtet. Von 1988 bis 1989 wurden Erhaltungsmaßnahmen an der Burg getätigt. Seit 1963 gehört die Anlage zur staatlichen Schlösserverwaltung Rheinland-Pfalz.

## Anlage
Die stauferzeitliche Burg orientiert sich an der ursprünglich wohl länglich ovalen frühmittelalterlichen Anlage. Gegen die Bergseite wurde diese durch einen geraden Halsgraben verkürzt, an den sich das Fundament einer drei Meter starken Schildmauer anlehnt. In die Schildmauer schneidet das Untergeschoss eines 8,5 Meter breiten und 11,5 Meter langen fünfeckigen Bergfrieds mit einer Wandstärke von 2,5 Meter und in den Resten aus gut herausgearbeiteten Buckelquadern gesetzt. Daneben erhebt sich das rekonstruierte Burgportal mit Reliefs von Adlern, genau so wie sie auch bei den Toren der Erkenbert-Ruine in Frankenthal und am Wormser Dom zu finden sind. Im Torbogen befindet sich ein Schlussstein mit Blattmaske. Die geringen Mauerhöhen und das Fehlen von Bauschutt und weiterer Bauteile (insbesondere eines Palas) legen die Vermutung nahe, dass die Burg nie vollendet und nur vorübergehend in provisorischem Zustand bewohnt wurde.